# Constanța Hodoș
Constanța Hodoș est une écrivaine roumaine, née le 12 octobre 1860 à Zimbru, et décédée le 19 avril 1934 à Bucarest.

## Biographie
Constanța Hodoș est née le 12 octobre 1860 à Zimbru, de Constantin Taloș et d'Amalia Vida. Son père était notaire communal. Elle a cependant passé son enfance et son adolescence à Hălmagiu, où son père était fonctionnaire d'un grade plus ou moins équivalent à celui de sous-préfet. Son éducation s'est faite à l'école primaire locale, puis dans un pensionnat à Arad. Elle s'est mariée une première fois avec Nicolae Marcu, télégraphiste, dont elle eut deux enfants : Aurel en 1880 et Lucian en 1883. Elle eut ensuite une liaison passionnée avec le jeune Ion Russu Șirianu, devenu journaliste et homme politique, avec lequel elle s'installa à Bucarest et dont elle eut deux enfants : Letiția et Mircea, qui est mort à la bataille de Turtucaia en 1916. 
Son troisième mariage eut lieu en 1890 avec Alexandru Hodoș, fils de Iosif Hodoș, qu'elle avait connu pendant son enfance à Baia de Criș. Ils eurent un fils, Alexandru, journaliste, écrivain et homme politique d'extrême droite, proche d'Octavian Goga. Son époux était lui aussi écrivain sous le pseudonyme Ion Gorun. On lui doit des romans et nouvelles, des poésies et des livres de pédagogie, ainsi qu'une traduction de Faust en roumain. En outre, tous deux ont vu une ou plusieurs de leurs nouvelles traduites dans le recueil Rumänische Erzählungen paru en 1907 à Bucarest. Constanța Hodoș fit ses débuts littéraires en 1889 dans la revue Familia et collabora à de nombreux périodiques : Lumea ilustrată, Luceafărul, Adevărul literar și artistic, Dacia Traiană, entre autres. Elle fut membre de la Société des écrivains roumains, dont elle obtint la médaille bene Merenti de classe I en 1910. 
Elle fut également rédactrice en chef d'une des revues féministes les plus importantes de la première moitié du vingtième siècle en Roumanie, Revista noastră, de mars 1905 à avril 1907 puis d'avril 1914 à juin 1916. Elle s'adressait en particulier aux autrices roumaines, comme Sofia Nădejde, Elena Văcărescu, Maria Baiulescu, Maria Cunţan, ou encore Iulia Haşdeu, mais accueillait aussi des auteurs masculins, comme Ion Minulescu, Benjamin Fondane ou Victor Eftimiu. Les articles de critique littéraire, signés par Ion Gorun ou Nely Cornea, ne tenaient qu'une place modeste. Les articles féministes étaient signés par Constanţa Hodoş et Sofia Nădejde, le but du magazine étant de promouvoir la culture aux yeux des lectrices roumaines, ainsi que de refléter la contribution intellectuelle des femmes au patrimoine culturel national.
Ion Gorun est décédé le 30 mars 1929, Constanța Hodoș s'est éteinte veuve le 19 avril 1934 à Bucarest.

## Influence et place dans la littérature roumaine
Constanța Hodoș était proche du mouvement sămănătoriste. Nicolae Iorga reconnaissait son talent, et a par exemple chaleureusement recommandé une de ses esquisses dans Revista noastră sur la cantatrice populaire Elena Locusteanu-Bonciu. Ses œuvres sont largement enracinées dans sa région d'origine, qu'on appelle en roumain le pays du Zarand, notamment dans ses luttes autour de la Révolution roumaine de 1848, dont sa famille et celle de Ion Gorun furent acteurs, à la même époque que Catarina Varga ou Avram Iancu. Constanța Hodoș a connu ce dernier dans la dernière période de sa vie, la plus triste, et a écrit ses souvenirs de lui. En outre, Martirii est un roman à clef : le héros Stoe est en fait Constantin Taloș, l'autre protagoniste Ilie est Sigismund Borlea, le vice-préfet Munteanu est Iosif Hodoș. 

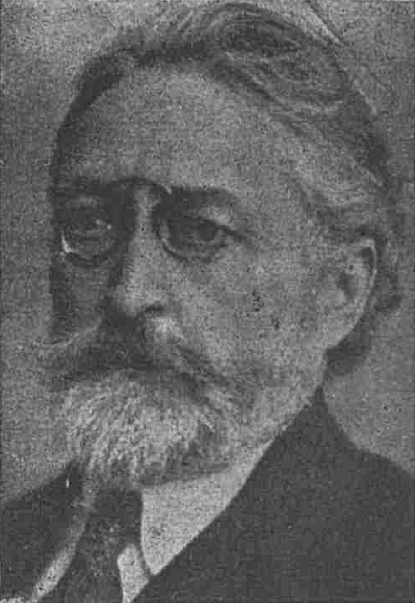
Ion Gorun

George Călinescu trouve cependant des points communs entre les proses de Constanța Hodoș et de Sofia Nădejde (dont les convictions étaient nettement à gauche), qu'il trouve journalistiques et marquées par les problématiques sociales. Il dresse également un parallèle avec celle de Ion Gorun, dont les nouvelles décrivent le quart-monde (en roumain Lume necăjită, titre d'un de ses recueils de nouvelles), les drames ordinaires, souvent passionnels, des personnes modestes.
Sa pièce de théâtre Catarina Varga, bien qu'elle n'ait paru que dans Revista noastră en 1914, a connu un écho important et suscité des polémiques. Le sociologue Viktor Aradi lui reprochait d'être trop proche du point de vue familial. Revista scriitoarei, d'un point de vue au féminisme sous-jacent, déplorait que la pièce, passée par le comité de lecture du Théâtre national de Bucarest, n'ait jamais connu les feux de la rampe, s'interrogeait sur les raisons de cette cécité, et défendait de manière générale son théâtre « supérieur » . Mihail Dragomirescu, en 1904, dans son recueil d'articles critiques Critică dramatică, pour conclure une critique acerbe, lui avait conseillé de ne pas perdre son temps à écrire pour le théâtre, un chemin qui lui était étranger, et de se consacrer au roman et aux nouvelles. Il critiquait particulièrement le personnage principal féminin, Ana, pour sa passivité. Il peut être utile, pour expliquer en 2023 le débat de l'époque, de préciser que Constanța Hodoș était la seule autrice présente dans les 400 pages du recueil de Dragomirescu, qui ne se limitait pas aux auteurs roumains. Dans le même ordre d'idées, Natalia Negru, dans sa critique de Martirii, se demandait si Constanța Hodoș, gloire littéraire, figurait dans les bibliothèques, les anthologies, si on la lisait à l'école.

## Œuvres
- Spre fericire [Vers le bonheur], nouvelles, Bucarest, 1897
- Aur! [Or !], théâtre, Bucarest, 1903
- Frumos [Beau], nouvelles, Bucarest, 1905
- Martirii [Les martyrs], roman, Bucarest, 1908, réédité en 1915
- Departe de lume [Loin du monde], nouvelles, Bucarest, 1909, couverture de Francisc Șirato, réédité en 1925
- Caterina Varga, théâtre, 1914
- Aici pe pământ [Ici sur terre], nouvelles, Bucarest, 1914
- Teatru de copii [Théâtre d'enfants], préface de Dimitrie Anghel, Bucarest, 1914
- Mântuirea [La bénédiction], théâtre, Sibiu, 1920
- Lilica iubește [Lilica est amoureuse], nouvelles, Sibiu, 1921
- Rodica. În vârtejul războiului [Rodica, au cœur de la guerre], contes pour enfants, Bucarest, 1921
- Judecătorul [Le juge], théâtre, Sibiu, 1922
- În Țară [Au pays], roman, Bucarest, 1927
- Povestiri din viața copiilor [Contes de la vie des enfants], Sibiu, 1928